# オットー・フレデリクソン
オットー・フレデリクソン（Otto Fredrikson、1981年11月30日 - ）は、フィンランド、ヴァルケアコスキ出身の元サッカー選手。現役時代のポジションはGK。

## 来歴
2002年、ボルシア・メンヒェングラートバッハへ移籍。リザーブチームで15試合に出場したが、トップチームへの昇格は無く2003年に退団。その後はFFヤロ、リールストロムSKに所属した。2010年2月、ロシア・プレミアリーグに所属するPFCスパルタク・ナリチクに3年契約で移籍をした。2010年3月14日、ロシアリーグ開幕戦のFCアンジ・マハチカラ戦でデビューを飾り、無失点に抑えた。

## 代表
2001年から2003年までU-21フィンランド代表に招集された。2008年5月29日、トルコ代表との親善試合でフィンランドA代表デビューした。

## 所属クラブ
- Oulun Luistinseura 1995–1999
- Tervarit Oulu 2000–2001
- ボルシアMG-2 2002–2003
- FFヤロ 2004–2005
- リールストロムSK 2006–2010
- PFCスパルタク・ナリチク 2010-2012
- ロレンスコグIF 2014-2015
- コングスヴィンゲルIL 2015-2017

→ ヴォレレンガ・フォトバル（期限付き移籍）
- トロムソIL 2017